# William Chalmers Burns
William Chalmers Burns (宾惠廉, 1er avril 1815 - 4 avril 1868) est un évangéliste et missionnaire écossais en Chine, originaire de Kilsyth, dans le North Lanarkshire, au sein de la Mission presbytérienne anglaise. Il est le coordinateur des missions d'outre-mer pour l'Église presbytérienne anglaise. Il devient un évangéliste reconnu grâce à sa participation à deux réveils religieux anglo-américains.

## Biographie

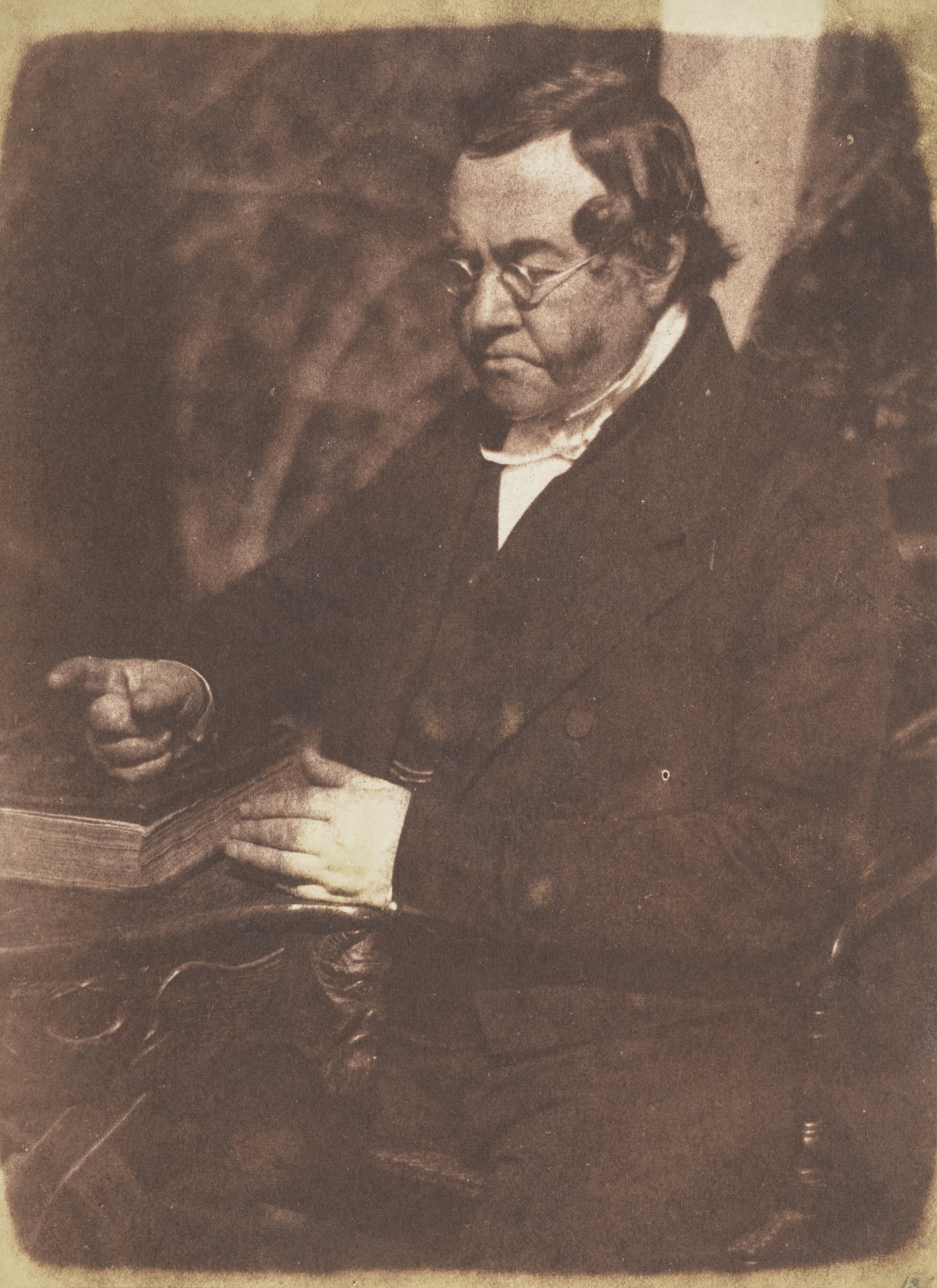
William Hamilton Burns par Hill & Adamson

Burns grandit dans une famille aisée. Il nait dans le Forfarshire, troisième fils d'un pasteur local, William Hamilton Burns (1779–1859) et d'Elizabeth Chalmers (1784–1879) . À l'âge de dix-sept ans, il commence ensuite une formation théologique au Marischal College d'Aberdeen et au Divinity Hall de l'Université de Glasgow. Son frère Islay, auteur de Mémoires, y est plus tard professeur.
Lors d'une réunion de réveil, il vit une expérience qui lui révèle que Dieu l'a particulièrement désigné à son service. En 1839, à l'âge de 24 ans, Burns obtient du presbytère de Glasgow l'autorisation de prêcher.
Alors qu'il est encore dans son pays natal, l'Écosse, il vit, avec le prédicateur Robert Murray McCheyne, de véritables réunions de réveil. C'est l'un des outils à partir desquels surviennent les grands réveils spirituels dans sa ville natale de Kilsyth, qui ont lieu à partir du 7 juillet 1839. Burns prêche à St. Peter's à Dundee pendant que Robert Murray McCheyne est en mission auprès des Juifs en Palestine. Les jours de réveil touchent également Dundee, et continuent après le retour de M'Cheyne à St. Peter's en novembre 1839.
En 1843, Burns prend parti pour Thomas Chalmers lors des troubles au sein de l'Église d'Écosse. En 1845, il visite le Canada avec son oncle, Robert Burns, pasteur de Paisley. Le jeune Burns prêche pour la cause de l'Église libre dans de nombreuses communautés, notamment à Montréal, au Canada-Est et dans le comté de Glengarry, où il prêche en anglais, en gaélique et en français. Il se rend ensuite au Canada-Ouest, bien que son ministère suscite de l'intérêt en France. Son oncle reste au Canada, devenant pasteur de l'église Knox de Toronto, puis (1856-1869) professeur au Knox College de l'Université de Toronto.
En 1847, Burns se rend dans l'empire chinois via Hong Kong ; au cours de ce long voyage en bateau, il passe beaucoup de temps à étudier la langue chinoise. Il commence son service missionnaire à la fin de la dynastie Qing à Hong Kong sous contrôle britannique et continue à prêcher dans des endroits tels que Shantou, Xiamen et Pékin.
En 1855, Burns rencontre Hudson Taylor et tous deux travaillent ensemble pendant un certain temps. Tous deux ont le courage de s'aventurer en Chine intérieure. Hudson Taylor considère Burns comme l'un de ses mentors spirituels et écrit sur la profondeur de sa vie de prière. Taylor, cependant, influence Burns dans la manière dont il cherche à contextualiser son ministère en rompant avec la tradition missionnaire de porter des vêtements chinois lors de l'évangélisation en Chine intérieure. Au cours de ses vingt années de prédication de l'Évangile en Chine, Burns passe également une courte période injustement emprisonné à Guangzhou.
En 1868, Burns meurt après une courte maladie à Yingkou (Niuzhuang), province du Liaoning.